# Legionella pneumophila
Legionella pneumophila is een bacterie die de ziekte legionellose veroorzaakt. De ziekte kan ontstaan wanneer mensen de bacterie inademen, bijvoorbeeld in een douche of via een sproei-installatie.

## Infectie
De griepvariant (ook wel pontiackoorts) is meestal tijdelijk en van doorgaande aard, de veteranenziekte daarentegen is een chronische longaandoening met mogelijk dodelijke afloop. Voorwaarde voor infectie is dat de bacterie door de neus of de mond wordt opgenomen en zich kan vestigen in de longen. De verspreiding gebeurt dan ook door middel van zogenaamde aerosolen, dit zijn kleine waterdruppeltjes die de bacterie kunnen bevatten en ontstaan door turbulente waterbewegingen. Besmetting tussen mensen komt niet voor. Risicogroepen zijn personen met een verminderde weerstand, ouderen en stevige rokers. Asymptomatische besmetting komt vaak voor, aangezien een groot deel van de bevolking antistoffen tegen deze bacterie heeft.

## Voorkomen van de bacterie
Het natuurlijk milieu van Legionella pneumophila is de bodem en het zoetwater, maar meestal in lage aantallen. Bijna alle stammen binnen het genus Legionella zijn polyglot, wat wil zeggen dat ze niet gebonden zijn aan geografische sites maar over heel de wereld verspreid voorkomen. Legionella pneumophila blijkt onder bepaalde gunstige omstandigheden sterk in aantal toe te nemen. Optimale groeiomstandigheden zijn stilstaand water met een temperatuur tussen 25 en 50 °C (optimaal is 37 °C) en de aanwezigheid van biofilm of ander organisch materiaal. Dergelijke omstandigheden blijken veelvuldig voor te komen in door de mens ontworpen warmwatersystemen zoals drinkwaterleidingen, zwembaden, fonteinen, luchtkoelers en hennep-gefitte leidingen. Als het water niet door het hele watersysteem kan stromen, is het mogelijk dat het water langdurig blijft stilstaan in 'dode' hoeken. De bacterie krijgt zo de kans zich te vermeerderen in slijmlaagjes (biofilm) aan de binnenkant van leidingen of in het bezinksel op de bodem van leidingen en reservoirs. Legionellose kan dus voornamelijk gezien worden als een "beschavingsziekte".
Een veel voorkomende preventiemaatregel is hittebehandeling van watersystemen voor desinfectie gevolgd door een spoeling van het distributiesysteem. Hierbij wordt het water verhit tot 60°C of hoger, zodat in principe afdoding van Legionella plaatsvindt. Door de spoeling wordt het afgedood organisch materiaal afgevoerd. In praktijk blijkt het echter zeer moeilijk te zijn om in complexe, industriële watersystemen te komen tot een homogene verhitting van het volledige watersysteem, wegens die zogenaamde 'dode' hoeken, zones waar weinig of geen waterbeweging plaatsvindt. Daarenboven blijkt uit recente wetenschappelijke studies dat Legionella pneumophila in staat is om dood organisch materiaal te benutten voor groei, zodat afdoding zelfs een potentiële stimulatie kan betekenen voor overlevende Legionella. Dit alles maakt de bestrijding van Legionella pneumophila zeer moeilijk.
Ook komt het steeds vaker voor dat de bacterie ook voorkomt in koudwaterleidingen, doordat die bij verkeerde montage door warme schachten worden aangelegd of omdat de warmwaterleidingen er te dicht bij liggen. De temperatuur van het stilstaande water in de koudwaterleidingen wordt hierdoor vaak meer dan 25 °C, waarbij groei van de bacterie reeds kan gaan plaatsvinden.

## Nederlandse wet- en regelgeving
De Nederlandse rijksoverheid heeft de wet- en regelgeving opgesteld omtrent legionellapreventie. 
Voorts staat de zorgplicht legionellapreventie vervat in de Nederlandse 'Drinkwaterwet en -besluit'.

## Klinische informatie
Legionella pneumophila is een zwak kleurende, parasitaire, gramnegatieve, aerobe, niet-spore vormende, ongekapselde staaf, die slechts op speciale selectieve (cysteïne bevattende) media gekweekt kunnen worden. De lange staven komen geregeld voor in ketens, zijn katalasepositief, oxidasepositief, motility positief, lactosenegatief en wanneer de mogelijkheid zich voordoet de bacterie toch op een bloedplaat te kweken geven deze gammahemolyse.

## Groeicyclus
Legionella pneumophila kent een complexe groeicyclus die zich voornamelijk intracellulair afspeelt in protozoa. Bekende protozoale gastheren van Legionella pneumophila zijn Hartmannella Vermiformis en Acanthamoeba castellanii, naast anderen. De bacterie zal zich hierbij laten opnemen door deze protozoa. In een volgend stadium zal ze kunnen verhinderen dat ze wordt verteerd zoals normaal het geval is wanneer bacteriën worden opgenomen door protozoa. Ze zal daarenboven de gastheer gaan gebruiken als omgeving om in te delen, waarna ze na het voleindigen van een aantal delingen naar buiten zal treden in een honderd- tot duizendvoudige concentratie. Een gelijkaardige vermenigvuldigingscyclus gebruikt Legionella om zich te vermenigvuldigen in de longen van zoogdieren na opname. Hierbij worden de alveolaire macrofagen als gastheer gebruikt. Naast deze intracellulaire manier om te vermenigvuldigen heeft Legionella ook de mogelijkheid om te delen door nutriënten uit zijn omgeving op te nemen, afkomstig van dood organisch materiaal.
Binnen Legionella pneumophila onderscheiden we verder een aantal serovars, of types, die niet allemaal even gevaarlijk zijn. Er zijn ten minste 34 serogroepen beschreven; het aantal zal toenemen doordat er doorlopend mutaties optreden.

## Epidemiologie
De eerste gerapporteerde uitbraak dateert van 1976, toen er in Philadelphia zich onder oud-strijders van het American Legion (Amerikaans Legioen) een massale epidemie van longontsteking voordeed. Na onderzoek kon men deze uitbraak relateren aan het voorkomen van bepaalde bacteriën. Deze bacteriën werden Legionella pneumophila genoemd en het genus tot waartoe ze behoren Legionella, naar analogie met de eerste bekende uitbraak. Echter uit later onderzoek is vast komen te staan dat er al uitbraken waren vanaf 1957. Een later vastgestelde uitbraak in 1968 in Pontiac leidde alleen tot griepverschijnselen. Deze milde vorm van legionellose wordt om die reden nog altijd wel Pontiac-koorts genoemd.
In Murcia, Spanje vond op 22 juli 2001 de grootste uitbraak plaats met 800 betrokken patiënten. Bij 449 van hen werd de bacterie aangetoond, 6 mensen overleden aan de gevolgen. Er werd uitgebreid epidemiologisch onderzoek verricht en de meest waarschijnlijke oorzaak was een aircosysteem in het stadsziekenhuis.
De in Nederland bekendste uitbraak was die tijdens de Westfriese Flora (nu Holland Flowers Festival) in Bovenkarspel in 1999. Deze uitbraak staat bekend als de legionellaramp. 206 mensen werden tijdens deze epidemie ernstig ziek, 32 overleden aan de gevolgen van Legionella. Waarschijnlijk waren er echter meer doden, maar deze patiënten waren reeds begraven voordat de ziekte als zodanig herkend was. De besmetting bleek te zijn ontstaan in twee stands van de bijbehorende consumentenbeurs, waar bubbelbaden waren tentoongesteld.
In België vond in 2019 een uitbraak plaats in Evergem (Oost-Vlaanderen), waarbij 32 mensen besmet raakten en twee van hen overleden aan de besmetting. De bron van de uitbraak was een besmette koeltoren van het papierbedrijf Stora Enso in de Gentse kanaalzone die de bacterie in de lucht verspreidde.

## Temperaturen waarbijLegionellakan voorkomen
| Temperatuur (°C ) | Staat                                                                  |
| ----------------- | ---------------------------------------------------------------------- |
| boven 70 °C       | Legionella sterft vrijwel meteen                                       |
| 60 °C             | 90% sterft binnen 2 minuten (D-waarde van 2 minuten)                   |
| 50 °C             | 90% sterft binnen 80-124 minuten (D-waarde van 80-124 minuten)         |
| 48-50 °C          | kan overleven maar vermenigvuldigt zich niet                           |
| 44-45 °C          | groei neemt significant af boven deze temperatuur                      |
| 32 tot 42 °C      | optimale temperatuur om zich te vermenigvuldigen                       |
| 20 tot 50 °C      | in staat om te groeien                                                 |
| onder 25 °C       | aanbevolen temperatuur om koud water te bewaren, idealiter onder 20 °C |
| onder 20 °C       | vrijwel geen groei                                                     |

## Samenvatting - KWR Watercycle Research Institute
De bacterie kan in alle sanitaire installaties voorkomen. Daarom is een goede installatie met het juiste materiaal belangrijk. Leidingen van koper bieden volgens een studie van KWR Watercycle Research Institute daarbij vanwege de antibacteriële eigenschappen van dit element voordelen boven andere materialen.
Het opkweken van bacteriën in een nieuwe installatie bij het onderzoek was moeilijk, vooral in koperbuizen. De enting van de koperen leidingen moest diverse malen worden herhaald; vijf extra entingen voor koper tegen één enting voor de andere materialen.
De legionellaconcentraties in het water en in de biofilm waren bij koper tijdens het gehele onderzoek lager dan bij andere materialen, met uitzondering van de onderzoeksfase van 37 °C.
Bij een temperatuur van 25 °C en een huishoudelijk tappatroon konden de legionella’s zich zowel in de biofilm als in de waterfase handhaven bij de materialen roestvast staal (rvs), pvc-c en PEX. Bij koperen buizen was legionellabesmetting aan het eind van de onderzoeksperiode niet meer aantoonbaar.
Bij een temperatuur van 55 °C en een huishoudelijk tappatroon was er geen, of slechts geringe, sterfte van legionella’s in de waterfase bij rvs, pvc-c en PEX. Bij koper echter verdween de bacterie volledig onder deze omstandigheden.
Bij 60 °C was er ook volledige desinfectie bij RVS, pvc-c en PEX.
KWR concludeert uit dit onderzoek dat als men in de NEN 1006 de norm voor woningen aanpast van 55 °C naar 60 °C, het probleem is opgelost, en er volledige desinfectie optreedt bij alle buismaterialen.